# Старавина
Старавина (мкд. Старавина) је насеље у Северној Македонији, у јужном делу државе. Старавина припада општини Новаци.
Старавина је до 2004. године била седиште истоимене општине, која потом припојена општини Новаци.

## Географија
Насеље Старавина је смештено у крајње јужном делу Северне Македоније, близу државне границе са Грчком (12 km јужно од села). Од најближег већег града, Битоља, насеље је удаљено 50 km источно.
Старавина се налази у јужном делу високопланинске области Маријово, као једно од најзабаченијих, али и етнички најчистијих делова православног словенског живља на тлу Македоније. Насеље је положено на омањој висоравни, од које се јужно издиже планина Ниџе. Западно од села протиче Црна река, која у овом делу тока прави велику клисуру. Надморска висина насеља је приближно 840 метара.
Клима у насељу је планинска због знатне надморске висине.

## Становништво
Градешница је према последњем попису из 2002. године имала 23 становника. 
Претежно становништво су етнички Македонци (96%), а остало су Срби.
Већинска вероисповест је православље.